# ʿĪsā
Pour les articles homonymes, voir ISA et Issa (homonymie).
« Jésus dans l'islam » redirige ici. Pour les autres significations, voir Jésus (homonymie).
Cet article traite de Jésus en tant que prophète pour les musulmans. Voir Jésus de Nazareth pour l'aspect historique de Jésus et Jésus-Christ pour Jésus en tant que Christ pour les chrétiens.
Ne doit pas être confondu avec Ibn Maryam.
ʿĪsā (\ʕiːsa\) ou 'Isa ibn Maryam (en arabe : عِيسَى إِبْنُ مَرْيَم, « ʿĪsā, fils de Maryam »), est le nom coranique de Jésus de Nazareth, considéré par l'islam comme l'avant-dernier prophète d'Allah et comme le Messie. Il est à distinguer du nom Yasu' ibn Maryam (en arabe : يَسُوع ابْنُ مَرْيَم) qui est le nom plutôt employé par les chrétiens arabes (Égypte, Syrie, Liban, etc.).
ʿĪsā est un terme qui apparaît comme transcription arabe du nom de Jésus dans le Coran et pour certains chrétiens arabes (voir arbre de Jessé et Jessé, autrement appelé Isaï).
Il faut donc distinguer le Jésus coranique du Jésus évangélique, car les deux livres religieux donnent deux interprétations différentes.
La façon dont le Coran présente ʿĪsā est en forte opposition avec le credo développé par les Églises chrétiennes depuis le premier concile de Nicée et les courants chrétiens trinitaristes issus des sept Conciles œcuméniques. Ainsi, selon le Coran, bien qu'il reçoive des titres éminents comme celui de « Parole de Dieu », ʿĪsā n'est ni Dieu, ni fils de Dieu, ni la deuxième personne de la Trinité. Avant-dernier prophète de Dieu avant Mahomet, il n'a pas été crucifié.
ʿĪsā, dans le Coran, est plus proche des nazôréens, mouvement ayant la particularité de suivre à la fois les croyances et les préceptes du judaïsme et de la loi juive tout en reconnaissant le messie en Jésus de Nazareth, qu'ils qualifient de « serviteur de Dieu », croyant en lui tant dans son humanité que dans l'origine divine de son message, sans toutefois le reconnaître comme Dieu.

## Origine du nom

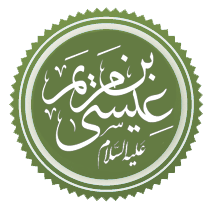
Nom de Jésus en arabe

Le nom ʿĪsā fait débat. ʿĪsā est un terme qui apparaît comme transcription arabe du nom de Jésus dans le Coran et pour certains chrétiens arabes. Bien que les noms de Yasū'a, Yasou ou Yazu soient aussi connus par les Arabes, et particulièrement les chrétiens arabes, il n'est jamais nommé ainsi dans le Coran « Il s’agit sans doute d’un des noms propres bibliques qui pose au philologue les difficultés les plus sérieuses ». Pour Neal Robinson, aucune étymologie arabe ne permet d'expliquer ce nom.
Pour une hypothèse ancienne, ʿĪsā serait une déformation péjorative du nom de Jésus faite par les juifs pour le rapprocher du personnage d'Esaü. Mahomet aurait utilisé ce nom « de bonne foi ». Pour Robinson, un tel usage n'est pas attesté et l'hypothèse est aujourd'hui abandonnée.
D'autres hypothèses ont été proposées.ʿĪsā serait composé sur une inversion des consonnes du nom hébreu. Cette différence entre l'écriture et la prononciation se retrouve dans la transcription de noms divins en Mésopotamie. ʿĪsā serait une altération volontaire du nom de Jésus pour le rapprocher de celui de Musa (Moïse). Parmi les penseurs musulmans, Sarwat Anis al-Assiouty défend que ʿĪsā serait le nom réel de Jésus. Pour Robinson, « Aucun des arguments d'al-Assiouty n'est décisif et certains d'entre eux sont mal adaptés ».
Pour d'autres auteurs, il dériverait du nom syriaque de Jésus, Yes̲h̲ūʿ. Cette dernière hypothèse est très critiquée. Cependant, si ʿĪsā est issu du syriaque, il est plus vraisemblable qu'il le soit de sa variante orientale Išōʿ, voire de l'araméen mandéen Išū. Un monastère syrien portait au VIe siècle le nom d'ʿĪsāniyya et plusieurs indices appuient l'hypothèse que la forme ʿĪsā est pré-islamique,. Des graffiti probablement du VIIe siècle trouvés dans le Neguev utilisent cette forme. Pour autant, ils ne sont pas islamiques. Dye et Kropp, avancent que la forme Yasu' serait la forme écrite « correcte » imitant la prononciation araméenne et ʿĪsā une forme populaire orale parlée de l'arabe qui aurait eu la préférence du rédacteur coranique. En 2021, à partir d'une inscription safaïtique récemment découverte portant le nom divin « 'sy », deux chercheurs soutiennent que ce théonyme pourrait correspondre à l'arabe coranique عيسى ( 'ysy). Dans ce cas et si l'on accepte de dater l'inscription au IVe siècle, le théonyme pourrait refléter la première attestation de cette forme arabe du nom de Jésus à l'époque de la propagation initiale du christianisme en Arabie. Ces deux chercheurs suggèrent qu'il s'agit peut-être de la racine ʕ-s-y "racheter" et que cela désigne Jésus en tant que celui qui "rachète" les péchés.

## Sources

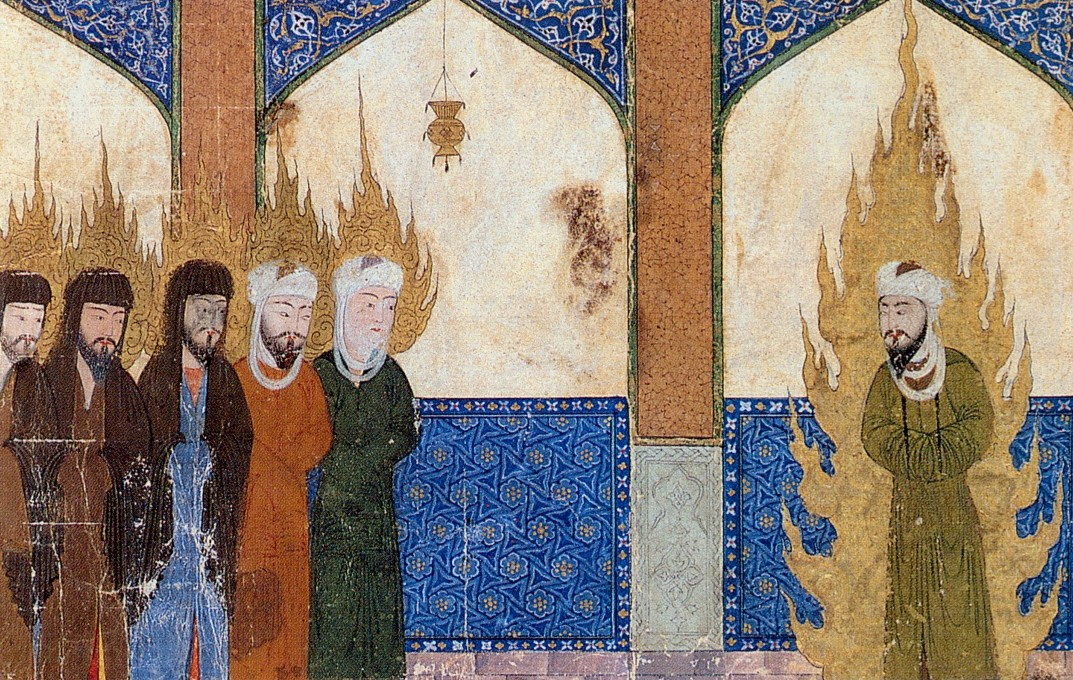
Manuscrit médiéval persan montrant Mahomet conduisant Abraham, Moïse et ʿĪsā en prière (1436)

Dans le Coran, ʿĪsā occupe une place prééminente sur les autres prophètes. Alors que ce texte sacré n'apporte que peu d'éléments biographiques concernant Mahomet qui n'y est cité que quatre fois, il mentionne ʿĪsā dans quinze sourates et lui consacre 93 versets qui fondent la christologie coranique. Celle-ci s'est enrichie de traditions présentes dans les évangiles apocryphes de l'Enfance et de la littérature mystique chrétienne, certains chercheurs évoquant le Diatessarion comme source possible d'inspiration.
Le Coran présente donc ʿĪsā comme l'un des prophètes de l'islam, à l'instar de Mahomet, dont il est l'annonciateur et le garant, se tenant au second rang après lui. Parmi les nombreux titres que lui confère le Coran, outre celui de « prophète » (nabi), on dénombre ceux d'« envoyé » (rasûl), de « béni » (mubarak), de « digne d'estime » (wajidh)... Mais son appellation la plus commune est celle de « fils de Marie » (ibn Maryam) qui apparaît à 33 reprises. Il est également qualifié — bien que de manière formelle et non définie — de Messie (al-Masîh) à onze reprises, et, dans la mesure où il est né du souffle divin (rûh), d'« esprit émanant [de Dieu] » ou encore de « Verbe de Dieu » (kalimat Allah) « dans la mesure où il est le fruit de la seule parole créatrice de Dieu », bien que certains chercheurs voient dans cette notion une continuité du nestorianisme.
Le Coran, s'il propose des similitudes avec les récits chrétiens et la tradition chrétienne primitive, cultive un certain flou sur les conditions, l'époque ou l'environnement dans lesquelsʿĪsā évolue : ce flou a permis tant aux rédacteurs de hadîths que de compositions littéraires et hagiographiques ultérieures d'élaborer progressivement, à travers de nouveaux éléments d'enseignements ou de discours, un personnage distinct du Jésus de Nazareth des chrétiens, un « Jésus musulman » qui s'éloigne des traditions chrétiennes et qui sert notamment à défendre le point de vue musulman dans les polémiques adressées aux chrétiens .

## Biographie

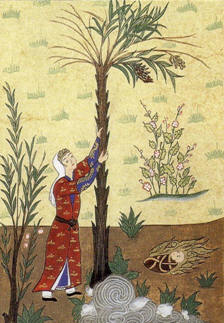
Maryam se nourrissant de dattes après avoir enfanté dans la douleur au pied du palmier (manuscrit turc du XVIe siècle).

### Sa famille
ʿĪsā dans les textes coraniques est un personnage indissociable de sa mère Maryam (Marie). Il est ainsi souvent désigné sous le nom de Al-Masih (le Messie) ou ʿĪsā ibn Maryam (Jésus fils de Marie) et est présenté avec celle-ci comme modèles à suivre.
ʿĪsā fait partie des prophètes dits famille de 'Imrān avec sa mère, son cousin Yahyā (Jean le Baptiste) et le père de celui-ci Zacharie. Le Coran et la foi populaire musulmane accordent une grande importance à ʿĪsā et Maryam. Tandis qu'ʿĪsā est tourné vers la beauté du monde, il apparait souvent avec son cousin Yahyā, ascète radical, avec lequel il forme une sorte de « gémellité spirituelle permanente ».
L'insistance marquée sur la filiation à Maryam est un clair rejet de la filiation divine de ʿĪsā ; néanmoins, la tradition musulmane souligne le caractère miraculeux de sa naissance virginale sans père. Contrairement au Credo de Nicée-Constantinople qui reconnait que Jésus est engendré, non pas créé, la tradition musulmane affirme que ʿĪsā est directement créé par la Parole de Dieu « kun » (« Sois » en arabe), l'« impératif divin » manifesté par un rûh de Dieu, souffle de vie divin intemporel insufflé en Maryam, le même souffle qui anime Adam, et qui transmet la révélation aux Messagers, notamment à Mahomet,

### Prophète

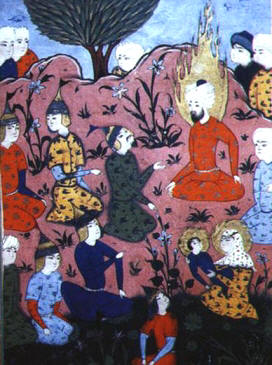
Miniature persane représentant Jésus lors du sermon sur la montagne.

Dans le Coran, Maryam reçoit une visite de « l’Esprit de Dieu » tandis qu'elle se trouve dans le Temple. Selon la plupart des commentateurs musulmans, il s'agirait de l'Archange Gabriel. En raison du vœu de virginité de Maryam, il lui annonce une maternité miraculeuse. La non-distinction entre l'Esprit de Dieu et l'ange ont amené certains exégètes musulmans à penser que Gabriel est le père d'ʿĪsā .
Le Coran le fait naître au pied d'un palmier près d'une source (sourate 19, 22-26), ce récit semblant une transposition du thème de la station de Marie sous un palmier dans l'Évangile du Pseudo-Matthieu. Pour Dye, « le récit coranique de la naissance de Jésus est particulièrement obscur » cependant. Parlant dans son berceau, il conseilla alors à Maryam de manger les dattes et de se désaltérer à une source apparue miraculeusement. Selon une tradition, transmise par al-Buk̲h̲ārī, ʿĪsā, comme Maryam, n'a pas été touché par le démon à sa naissance.
Dans le Coran, ʿĪsā, le Messie, fils de Maryam, est un prophète, annonciateur de Mahomet, qui prêche le monothéisme pur, accomplit des miracles, opère des guérisons, ressuscite les morts et connaît les secrets du cœur. ʿĪsā confirme la Torah, dont il atténue les prescriptions légales, tandis qu'il reçoit de la part de Dieu l'Injil (l'Évangile), présentée comme une « guidance et une lumière » que les chrétiens auraient négligées. L'auteur soufi Ibn Arabi, lui confère le titre de « sceau de la sainteté », « le plus grand témoin par le cœur », tandis que Mahomet est le « sceau des prophètes », « le plus grand témoin par la langue ». Sa prédication auprès des juifs aurait été un échec et il est suivi des seuls apôtres.
Un miracle de ʿĪsā est d'avoir fait descendre une table recouverte de nourriture. Le terme utilisé semble désigner la table eucharistique. Le champ lexical semble indiquer qu'une confusion a été faite entre l'institution de l'Eucharistie, la multiplication des pains et le don de la manne.

### La crucifixion
Selon les commentateurs musulmans, Jésus de Nazareth n'a pas été crucifié par les Juifs, même si certains le revendiquaient par provocation. Pour eux, le Coran remet en cause explicitement la crucifixion de ʿĪsā par les Juifs : « Or, ils ne l'ont ni tué ni crucifié ; mais ce n'était qu'un faux semblant ! Et ceux qui ont discuté sur son sujet sont vraiment dans l'incertitude : ils n'en ont aucune connaissance certaine, ils ne font que suivre des conjectures et ils ne l'ont certainement pas tué » (Sourate 4, 157).
Plusieurs auteurs (Marx, Reynolds, Charfi, Moezzi…) estiment que le passage du Coran sur lequel se fonde l'affirmation des commentateurs musulmans est ambigu et prête à discussion,,. Tandis que le Coran évoque à plusieurs reprises la mort de Jésus (S.19.33, S. 5.17), les traducteurs, pour faire coïncider les traductions avec la doctrine musulmane de sa non-mort, ont souvent essayé de trouver d'autres sens aux termes coraniques utilisés. Ainsi, si le verset 158 de la sourate An-Nisa présente traditionnellement l'« élévation » de Jésus, la comparaison de ce terme avec d'autres séquences coraniques permet de comprendre que ce verset évoque sa mort.
Entre illusion collective ou sosie, pour J. Chabbi, l'interprétation de la non-mort de Jésus ne se trouve pas dans le Coran mais dans la tradition. Pour Lawson, le développement de cette théorie par les commentateurs permet de créer une distinction claire avec le christianisme et former une nouvelle religion. Ainsi, à propos de la crucifixion Tabari (839-923) rapporte l'épisode suivant : « Les juifs traînèrent ʿĪsā à un endroit où ils avaient préparé une croix pour le crucifier, et un grand nombre de juifs se rassemblèrent autour de lui. Ils avaient un chef nommé Yesûʿa, qui était également parmi eux. Quand ils voulurent attacher ʿĪsā à la croix, Dieu l'enleva à leurs regards et donna la forme et l'aspect de ʿĪsā à Yesûʿa, leur chef. […] Quand ils regardèrent, ils virent Josué entièrement ressemblant à ʿĪsā, et ils le saisirent. Il dit : « Je suis Josué ». Ils répondirent : « Tu mens ; tu es ʿĪsā, tu t'es dérobé à nos regards par la magie ; maintenant la magie est passée et tu es devenu visible ». Il protesta en vain qu'il était Josué ; ils le tuèrent et l'attachèrent à la croix. Quant à ʿĪsā, Dieu l'éleva, au ciel comme il est dit dans le Coran : « Ils ne l'ont pas tué et ils ne l'ont pas crucifié, mais ce n'était qu'un faux-semblant » (Coran IV, 157) ». Par la suite, la thèse du sosie crucifié est reprise par de nombreux commentateurs musulmans qui proposent plusieurs personnages crucifiés à la place de Jésus : Simon de Cyrène, Judas Iscariote (thèse popularisée par l'Évangile de Barnabé), l'apôtre Pierre, voire Ponce Pilate.

### Rôle eschatologique
La représentation de ʿĪsā dans le Coran lui confère également une dimension eschatologique : son retour sur terre, en tant que Masîh (Messie) musulman, est le signe de la fin du monde et du Jugement dernier tandis que beaucoup de hadîths le présentent comme le principal compagnon du Mahdi, Sauveur de la fin des temps.
La seule mention coranique d'un retour d'ʿĪsā se trouve dans la sourate XLIII. Celle-ci fait l'objet de plusieurs lectures. Pour Pons et Hilali, Jésus juge le monde à la fin des temps. Cette tradition est particulièrement présente dans le corpus des hadiths. Les traditions racontent un retour par le jardin des oliviers ou, pour une tradition plus tardive, en atterrissant sur la mosquée de Damas. Pour Reynolds, selon une tradition du début de l'islam, Jésus remettra alors l'islam en place et luttera contre les chrétiens et les juifs. Pour ces traditions, « il tuera les porcs, brisera la croix, détruira les synagogues et les églises, et tuera les Chrétiens sauf ceux qui croiront en lui ».
Pour les traditions musulmanes, son retour, après que l'islam soit devenue la seule religion, annoncera une période de paix. Il mourra quarante ans plus tard et sera enterré à Médine.

## Nature de ʿĪsā
La nature de ʿĪsā est particulièrement complexe à déterminer. Pour Ali Merad, « Il faut noter que l'ambiguïté du vocabulaire coranique appliqué au Christ se prête bien à ce genre de question ». Le Coran nie explicitement la divinité d’ʿĪsā (Coran V, 17). Néanmoins, sa naissance particulière en fait un homme à part. Selon Charfi, la place importante de ʿĪsā est en partie liée à son absence de père, à l'instar d'Adam. Selon Ali Merad, à propos de la condition des prophètes dans le Coran, « on s'aperçoit qu'il y a presque toujours une référence à leur condition d'homme charnel ». Ainsi à la différence de Mahomet (S. 17 93), ʿĪsā n’est jamais désigné par le terme bachar, qui aurait déterminé sa nature humaine sans ambiguïté.
De même, sa nature - Kalima (Parole), Rûh’ (Esprit) - possède une dimension spirituelle forte. Son titre « Esprit de Dieu » est « difficile à interpréter ». Plusieurs interprétations ont été faites de ce terme.
Jean-Baptiste annonce en ʿĪsā, un « Verbe émanant de Dieu ». El-Badawi et Djaït rapproche le titre de « kalima » de celui évangélique de « Logos » pour désigner Jésus. La nature de ʿĪsā se rapproche de celle du Coran qui se veut Verbe et Esprit. Pour El-Badawi, « Jésus est au même niveau que le Coran » tandis que Mahomet n'est qu'un simple messager. Pour Robinson, ʿĪsā ne possède pas l'idée d'incarnation d'hypostasis divine préexistante. Pour Robinson, la doctrine de ʿĪsā comme Parole de Dieu est dans la continuité du nestorianisme.

### Messie
Pour Anawati, le terme Messie appliqué à ʿĪsā possède « un sens étroit […] qui ne recouvre nullement le concept chrétien ». Dans le Coran, ʿĪsā n'est « qu'un envoyé de Dieu », au même titre que Mahomet. Ainsi, pour Tabari, Messie possède deux sens : « purifié » et « couvert de bénédictions ».
Le terme Messie dans le Coran se retrouve à 11 reprises et uniquement dans des versets médinois. Le terme, d'origine juive, était répandu en Arabie à l'époque pré-islamique par l'intermédiaire du syriaque. Horovitz y voit plutôt une origine éthiopienne. Pour Wensinck et Bosworth, Mahomet « a naturellement pris ce mot aux chrétiens arabes chez qui le nom de ʿAbd al-Masīḥ était connu à l’époque préislamique, mais il est douteux qu’il ait connu le vrai sens du terme ».
SI le sens premier d'"oint" est connu des commentateurs, ceux-ci proposent que le terme Messie proviendrait du schème "voyager", faisant d'Īsā un grand voyageur.

## Approche critique
ʿĪsā possède de nombreux points communs avec Jésus tel qu'il est décrit dans les évangiles : fils d'une vierge, sans péché, faisant des miracles, comme dans les écrits chrétiens. Certaines recherches coraniques soutiennent le rôle de la théologie nazaréenne dans la rédaction de certaines parties du Coran ou dans la reprise de textes chrétiens, en particulier dans des lectionnaires utilisés dans les Églises chrétiennes de Syrie, au sein même du Coran. (La présence de Chrétiens, tel Waraqa ibn Nawfal, est attestée dans l'entourage de Mahomet).

### Points de convergence avec le christianisme
ʿĪsā est le fils d'une vierge qui s'appelle Maryam (« Marie » en français), modèle éminent de vertu pour toutes les croyantes. ʿĪsā est un prophète rempli d’Esprit saint (sourate 2 [Al-Baqarah], 87) et messie dans les deux religions. Il est aussi « fils pur » donné à Maryam (sourate 19 [Maryam], 19), préservé de Satan, ʿĪsā n'a jamais péché ; ʿĪsā est « la parole de Vérité » (sourate 19 [Maryam], 34), il est « la Parole de Dieu » (Sourate 4 [AN-NISA'], 171) et il est le signe au monde de la Miséricorde, de la paix et de la joie de Dieu (sourate 19 [Maryam], 21 et 32) ; ʿĪsā, par la puissance et la volonté de Dieu, guérit les aveugles et les lépreux, ressuscite les morts et connaît ce qu'il y a à l'intérieur des cœurs (sourate 3 ['Ali `Imran], 49) ; ʿĪsā est monté au ciel (sourate 4 [An-Nissa], 158 ; sourate 3 ['Ali `Imran], 55) et il est vivant ; ʿĪsā reviendra à la fin des temps (Hadith 46.31).

### Points de divergence avec le christianisme
En définitive, on trouve dans l'islam quatre négations catégoriques concernant ʿĪsā, par crainte d'associationnisme (shirk) : il n'est ni Dieu, ni son fils, ni le troisième d'une triade — la Trinité étant assimilée au polythéisme —, pas plus qu'il n'a été crucifié car cela aurait été « indigne » d'un prophète de son importance, quatre éléments fondamentaux d'une théologie essentiellement « négative » qui caractérise la christologie coranique.
Si l'islam reconnait ʿĪsā comme proche de Dieu, comme les anges, il reste une créature créée. Le Coran réaffirme l'unicité de Dieu contre le dogme de l'unicité trinitaire chrétienne. Celui-ci est incompris par le Coran qui l'imagine sur le modèle des triades pré-islamiques, comme une « triade composée d’Allāh, de Marie, sa parèdre et de Jésus leur enfant ». Cela peut aussi s'expliquer par la présence de sectes hétérodoxes chrétiennes en Arabie.
Certains auteurs musulmans, hors de l'orthodoxie classique, ont une approche différente sur la filiation divine. Pour Ghazali, « par un privilège spécial, le Christ aurait eu permission d'user de « locutions thépathiques », ces locutions n'ayant de valeur que purement métaphorique ».

## Jésus dans l'ahmadisme
Une minorité musulmane apparue à la fin du XIXe siècle résidant dans les montagnes du Kashmir, les Ahmadis, voue à Jésus un culte tout comme aux saints de l'islam autour d'un tombeau qu'elle dit être celui de Yuz Asaf qu'elle assimile à « Jésus le Rassembleur ». Le lieu de culte est situé à Srinagar. Ce courant développe une christologie particulière selon laquelle Jésus est un prophète de Dieu qui aurait été déposé de la croix en état de coma et non mort et, une fois soigné, serait venu finir sa vie au Kashmir à l'âge de 120 ans. La doctrine de la survie de Jésus à la crucifixion est appelée « théorie de l'évanouissement ».